# 北港毛尖
北港毛尖，唐代称邕湖茶，是一種黄茶，产于湖南省岳阳市北港和岳阳县康王乡一带。透過热闷破坏叶绿素，使碳水化合物部分转化成可溶性。儿茶素类发生非酶性氧化和异构化作用，其转化产物与蛋白质水解的氨基酸结合，产生新的香味物质，使茶叶黄化。清代乾隆年间已有名气。
1. ↑  . www.chawenyi.com.   [2018-03-27]. （原始内容存档于2017-06-14）.